# Fossan
Le Fossan est un petit cours d'eau du département Alpes-Maritimes, dans la région Provence-Alpes-Côte d'Azur, qui se jette en mer Méditerranée, sur la commune de Menton.

## Géographie

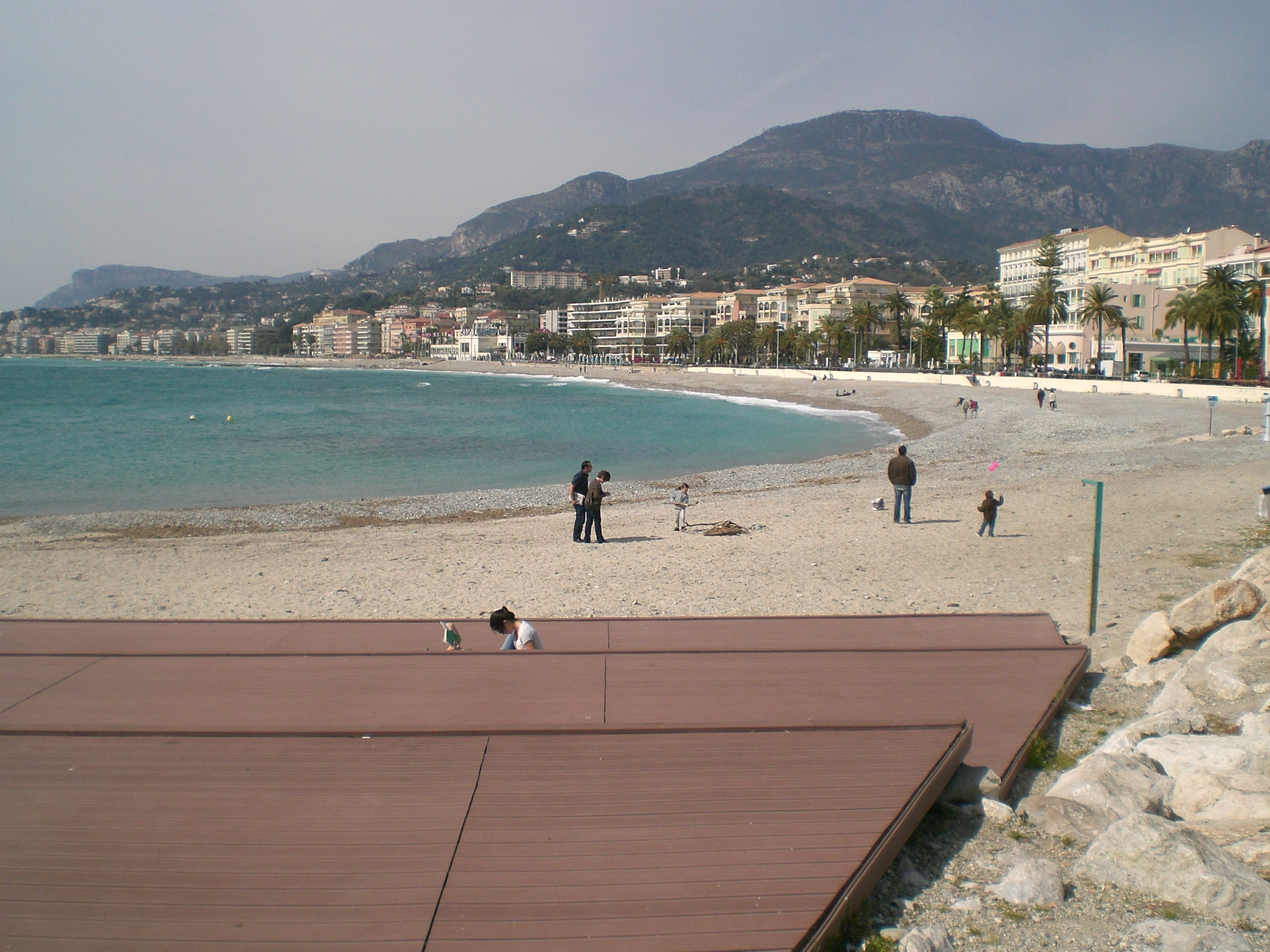
La plage du Fossan à côté du Bastion à Menton.

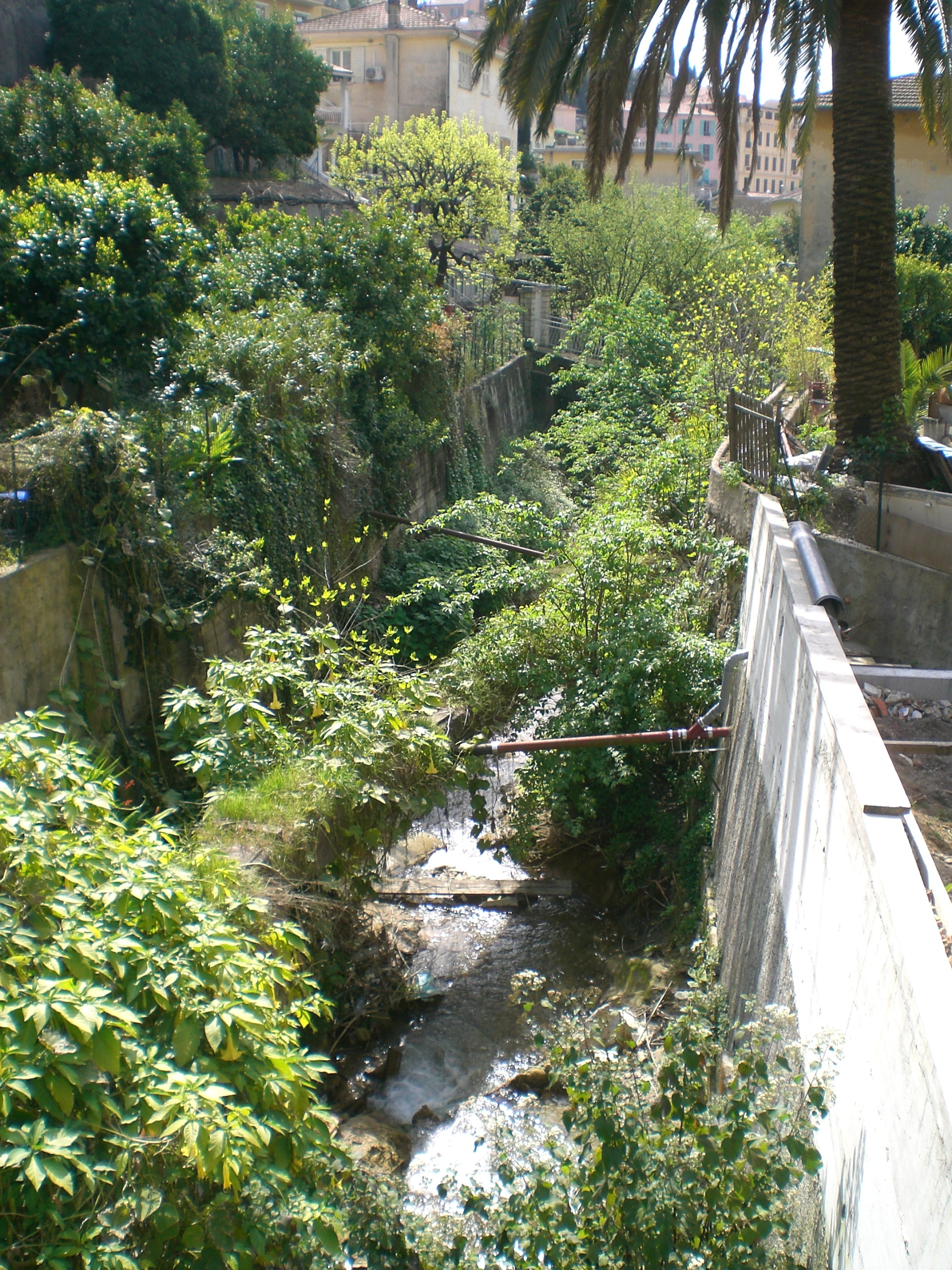
Le dernier tronçon "découvert" sur Menton.

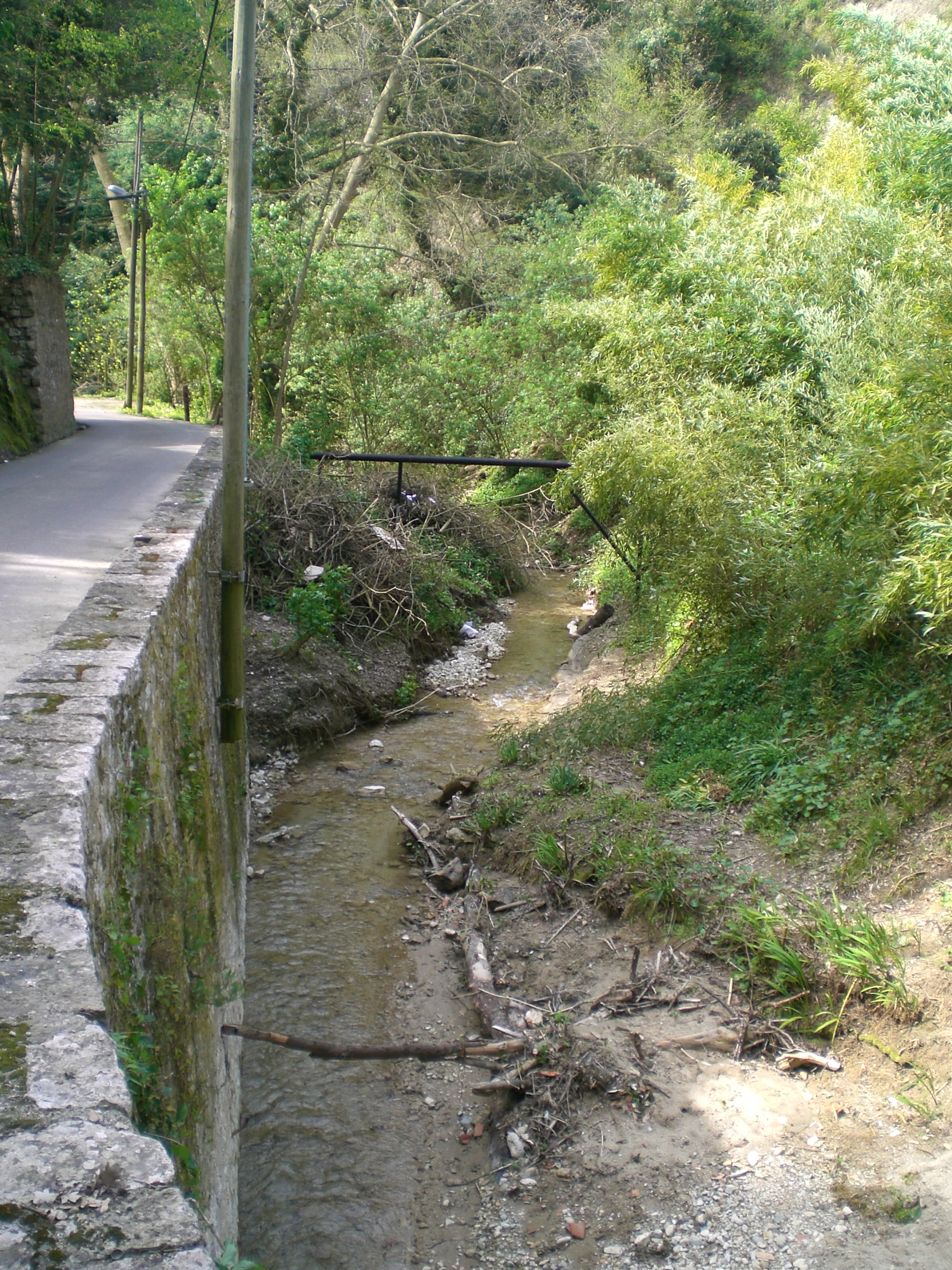
Le Fossan en haut du Boulevard du Fossan à Menton.

De 5,3 kilomètres de longueur, le Fossan prend sa source sur la commune de Castellar, à 1 000 mètres d'altitude, sous le Roc de l'Orméa (1 132 m). Il s'appelle aussi dans cette partie haute, le ruisseau de l'Orméa.
Il coule globalement du nord vers le sud et passe sous l'autoroute A8 dite la Provençale. Sur la partie terminale, il est couvert entre la voie ferrée et la plage. La rue d'accès à la plage du Fossan est la rue Trenca, puis le boulevard du Fossan et le chemin des Bellevesasses remontent la vallée du Fossan.
Il a son embouchure avec la mer Méditerranée sur la commune de Menton, à 0 mètre d'altitude.

### Communes et canton traversés

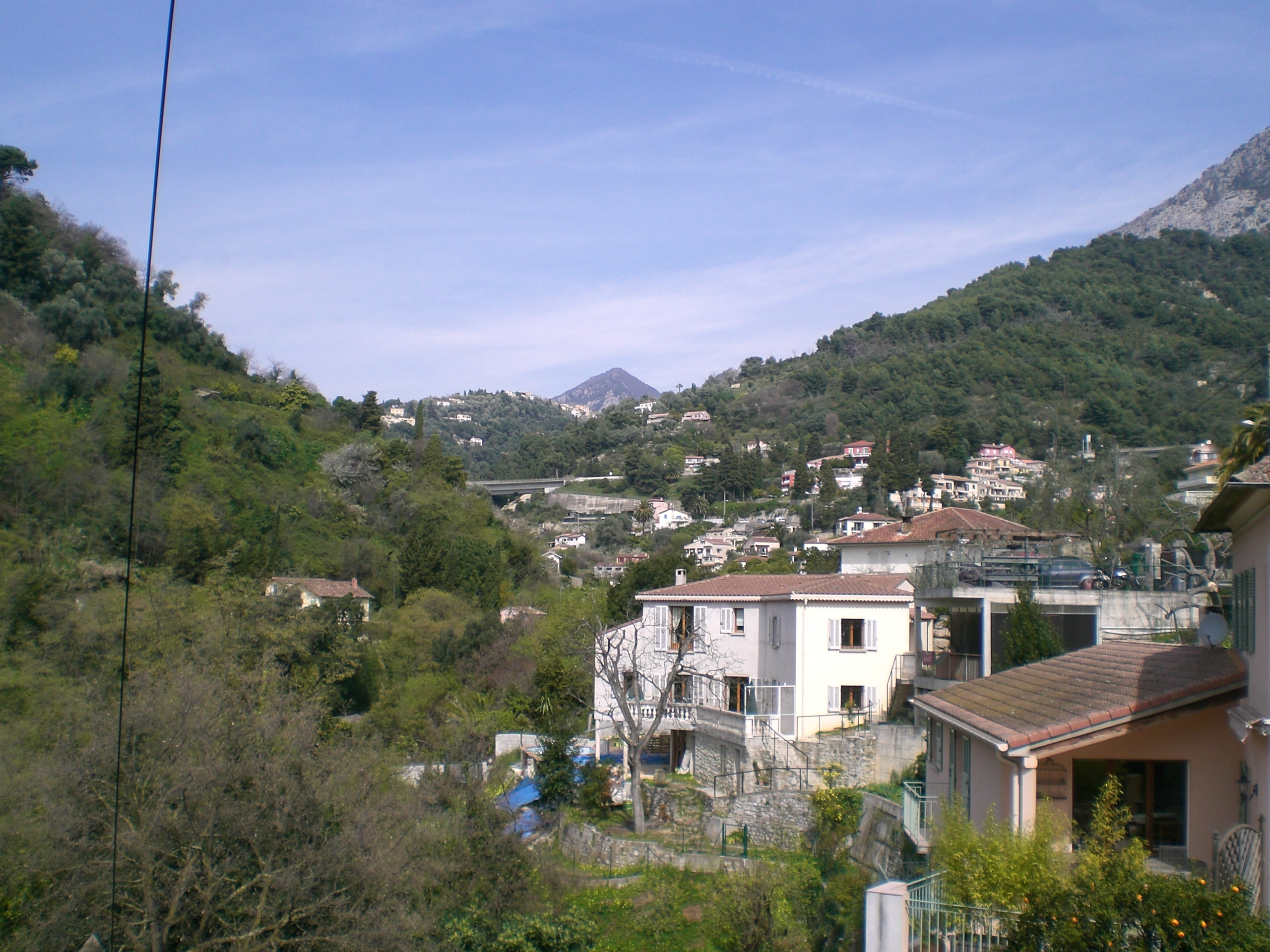
La vallée étroite du Fossan à Menton.

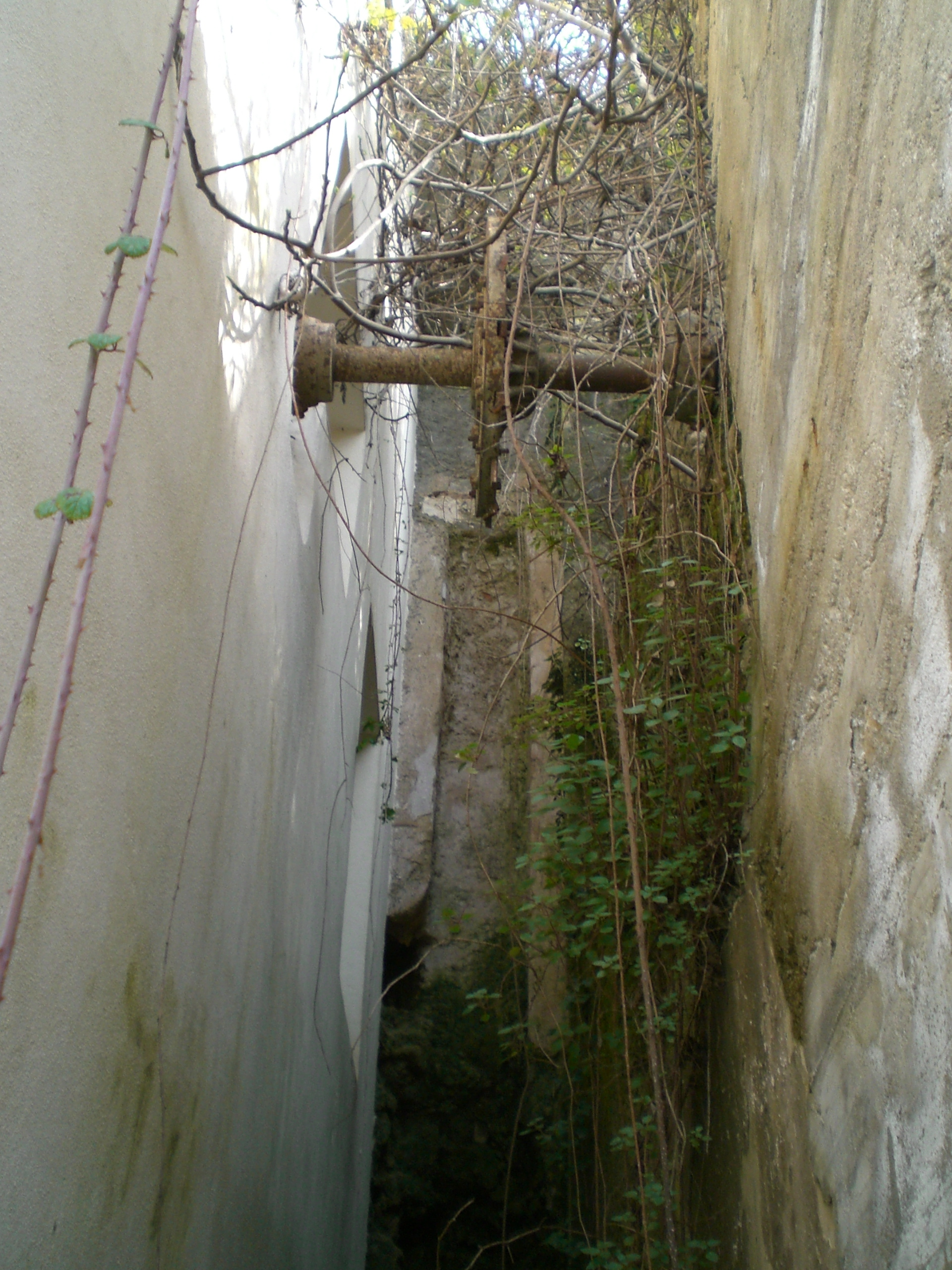
Les probables vestiges d'un moulin à Menton.

Dans le seul département des Alpes-Maritimes, le Fossan traverse les deux communes suivantes dans un seul canton, de Castellar (source) et Menton (confluence).
Soit en termes de cantons, le Carei prend source et conflue dans le même canton de Menton-Est, dans l'arrondissement de Nice, dans l'intercommunalité de communauté d'agglomération de la Riviera française.

### Bassin versant
La superficie du bassin versant « Côtiers du Paillon à la frontière italienne » (Y653) est de 95 km2.
Les cours d'eau voisins sont au nord-ouest, au nord et au nord-est la Bévéra (affluent du fleuve côtier la Roya), le vallon de Moniéri et le Rio San Luigi (it) à l'est, la Mer Méditerranée au sud-est, sud et sud-ouest, le Borrigo et le Careï à l'ouest,.

### Organisme gestionnaire
L'organisme gestionnaire est le SMIAGE ou Syndicat Mixte Inondations, Aménagements et Gestion de l'Eau maralpin, créé en le 1er janvier 2017 , et s'occupe désormais de la gestion des bassins versants côtiers des Alpes-Maritimes, en particulier de celui du fleuve le Var. Celui-ci « a été reconnu comme EPTB, avec les félicitations du jury, lors de la séance du comité de bassin de l’Agence l’eau Rhône-Méditerranée-Corse du vendredi 22 juin 2018 car il porte à la fois des politiques liées à la prévention du risque inondation et la gestion des milieux aquatiques »,.
Le SIECL ou Syndicat Intercommunal des Eaux des Corniches et du Littoral, s'occupe de la production et de la distribution d'eau potable -exclusivement, donc sans collecte et traitement des eaux usées -,.

## Affluents
Le Fossan n'a pas d'affluent référencé au SANDRE. 
Géoportail ajoute, néanmoins, le ravin de Maglioc (rg), sur les deux communes de Castellar et Menton pour 1,5 km environ.

### Rang de Strahler
Le rang de Strahler du Fossan est donc de deux par le ravin de Maglioc.

## Hydrologie
Son régime hydrologique est dit pluvial méridional.

## Aménagements et écologie
L'hiver 2013-2014 a été très pluvieux et de nombreux éboulements ont bloqué les routes d'accès de l'arrière pays.

### Écologie
La vallée est propice aux cannes de Provence, et les terrasses, limitant l'érosion, sont encore plantées d'arbres fruitiers : oliviers, citronniers et orangers.